# District de Hampyeong
Le district de Hampyeong est un district de la province du Jeolla du Sud, en Corée du Sud.

## Personnalités
- Kim Weon-kee (1962-2017), champion olympique de lutte gréco-romaine en 1984.